# اشتپانکا هیلگرتووا
اشتپانکا هیلگرتووا (انگلیسی: Štěpánka Hilgertová؛ زادهٔ ۱۰ آوریل ۱۹۶۸) قایقران کایاک اهل جمهوری چک بود.